# Liste der Kulturdenkmäler in Hattgenstein
In der Liste der Kulturdenkmäler in Hattgenstein sind alle Kulturdenkmäler der rheinland-pfälzischen Ortsgemeinde Hattgenstein aufgeführt. Grundlage ist die Denkmalliste des Landes Rheinland-Pfalz (Stand: 12. Juni 2023).

## Einzeldenkmäler
| Bezeichnung | Lage                | Baujahr                                | Beschreibung                                                                                    | Bild            |
| ----------- | ------------------- | -------------------------------------- | ----------------------------------------------------------------------------------------------- | --------------- |
| Quereinhaus | Am Brunnen 2 Lage   | spätes 18. oder frühes 19. Jahrhundert | Quereinhaus, teilweise Fachwerk, teilweise verschiefert, spätes 18. oder frühes 19. Jahrhundert | BW              |
| Kelterhaus  | Am Brunnen 4 Lage   |                                        | ehemaliges Kelterhaus; Fachwerkbau                                                              | BW              |
| Quereinhaus | Flurstraße 3 Lage   | erste Hälfte des 19. Jahrhunderts      | Quereinhaus, teilweise Fachwerk, wohl aus der ersten Hälfte des 19. Jahrhunderts                | BW              |
| Glockenhaus | Hauptstraße 13 Lage | 1762                                   | teilweise Fachwerk, Krüppelwalmdach, Glockentürmchen, 1762; ortsbildprägend                     | Fotos hochladen |
| Quereinhaus | Hauptstraße 17 Lage | frühes 19. Jahrhundert                 | stattliches Quereinhaus, teilweise Fachwerk, wohl aus dem frühen 19. Jahrhundert                | BW              |